# سوزن‌ماهی
سوزن‌ماهی (نام علمی: Belone belone) نام یک گونه از تیره منقارماهیان است. سوزن‌ماهی در آب‌های اروپا، آفریقا، اقیانوس اطلس، دریای شمال و دریای سیاه زندگی می‌کند. این ماهی تا ۵۰ الی ۷۵ سانتی‌متر رشد می‌کند.
گونه ای از این ماهی بنام نی ماهی یا سوزن ماهی خزری (انگلیسی: Syngathus abaster) تنها گونه ثبت شده از این نوع در حوزه دریای خزر بخصوص جنوب دریای خزر و خلیج گرگان است. این ماهی، سازگاری خوبی با آبهای لب شور و شیرین متمایل به لب شور دارد. حداکثر طول عمر ۴ سال و تا ۲۳ سانتیمتر رشد کرده و از لارو سختپوستان و میگوسانان و تخم ماهیان تغذیه می‌کند. این ماهی تخمگزار زنده زا است و ماهی نر در زادآوری با جنس ماده مشارکت دارد، به این صورت که ماهی ماده در زمان تخم ریزی تخمهای رسیده را که گاه نعداد آن به شصت عدد می‌رسد داخل کیسه ویژه ای در سطح شکمی ماهی نر قرار می‌دهد. تخمها در این کیسه تلقیح شده و تا زمان تفریخ درون همین کیسه در بدن جنس نر مراحل رشد را طی می‌کند. این زمان مابین ۲۰ تا ۳۲ روز بر حسب دمای آب متغیر می‌باشد. لاروها پس از رسیدن به اندازه حدوداً ۲۳ میلیمتر بصورت آزادانه شنا می‌کنند. نی ماهی یا سوزن ماهی خزری از حیث تولید مثل شباهت بسیاری به اسب‌های دریایی داشته و از یک خانواده اند.
متأسفانه اطلاع‌رسانی بسیار کمی از گونه نی ماهی یا سوزن ماهی خزری در منابع داخلی اعم از کتاب و مقالات یا سایت‌های اینترنتی در دسترس عموم قرار دارد.
این گونه می‌تواند به عنوان یک نمونه جذاب از ماهیان زینتی برای دوست‌داران آکواریوم معرفی گردد.